# Luciola owadai
Luciola owadai is een keversoort uit de familie glimwormen (Lampyridae). De wetenschappelijke naam van de soort is voor het eerst geldig gepubliceerd in 1994 door Satô & Kimura.